# Barkrödrock
Barkrödrock (Ampedus cinnabarinus) är en art i insektsordningen skalbaggar som tillhör familjen knäppare.

## Kännetecken
Denna knäppare har kraftiga antenner och en längd på omkring 14 millimeter. Färgen på kroppen är svart och täckvingarna är karakteristiskt röda med en närmast gyllenaktig behåring.

## Utbredning
Barkrödrocken är vitt utbredd i Europa och finns österut till Kaukasus, Ryssland och Sibirien.

## Status
I Sverige betraktas barkrödrocken som missgynnad. De största hoten mot arten är brist på lämpliga yngelträd och igenväxning, då artens förekomst främst är knuten till soliga och öppna lägen.

## Levnadssätt
Barkrödrocken har fullständig förvandling och genomgår utvecklingsstadierna ägg, larv, puppa och imago. Larven, som behöver flera år på sig för att utvecklas till en fullbildad insekt, lever i död ved av lövträd som asp, björk, bok och ek.